# Astelia rapensis
Astelia rapensis là một loài thực vật có hoa trong họ Asteliaceae. Loài này được Skottsb. mô tả khoa học đầu tiên năm 1937.